# 알레포
알레포(아랍어: ﺣﻠﺐ 할라브[*] ['ħalab], 영어: Aleppo, 문화어: 알레뽀)는 시리아 북부의 도시로 알레포 주의 주도이다. 주는 도시 주위의 16,000km2의 면적을 포함한다. 그 인구는 4,393,000명에 달하여 시리아에서 가장 큰 도시인데, 두 번째로 인구가 많은 도시는 다마스쿠스이다. 알레포는 알카라멜 언덕에서 발견된 주거지를 통해 기원전 7번째 천년에서부터 사람들이 정착하였던 것으로 알려져 있다.
고대에는 칼페, 칼리본으로 알려져 있었으며 그리스인들에게는 베로에아, 투르크인에게는 할렙으로 알려져 있었다. 프랑스령이었을 때 알렙이 사용되었다. 그 곳은 지중해와 유프라테스강의 사이의 전략적인 지점이다. 초기에는 그곳은 쿠웨이크 강의 양쪽에 넓은 비옥한 계곡의 작은 그룹 위에 건설되었다.
도시의 주요 역할은 교역의 장소이며 그곳이 인도, 티그리스와 유프라테스 영역 그리고 남쪽의 다마스쿠스에서 오는 교역을 중계한다.
주요 수출품은 이제 주변 영역의 농산물인데 주로 밀, 목화, 피스타치오, 올리브, 양이다.
오스만 제국 시대에는 콘스탄티노플과 카이로 다음가는, 제국 제 3의 도시였다. 2004년 인구조사에서 2,132,100명의 인구를 기록하여, 시리아 내전 이전에는 시리아 아랍 공화국은 물론 레반트 지역에서 가장 큰 도시였다. 전쟁 이전에 시민의 80%가 수니파 무슬림이었다.

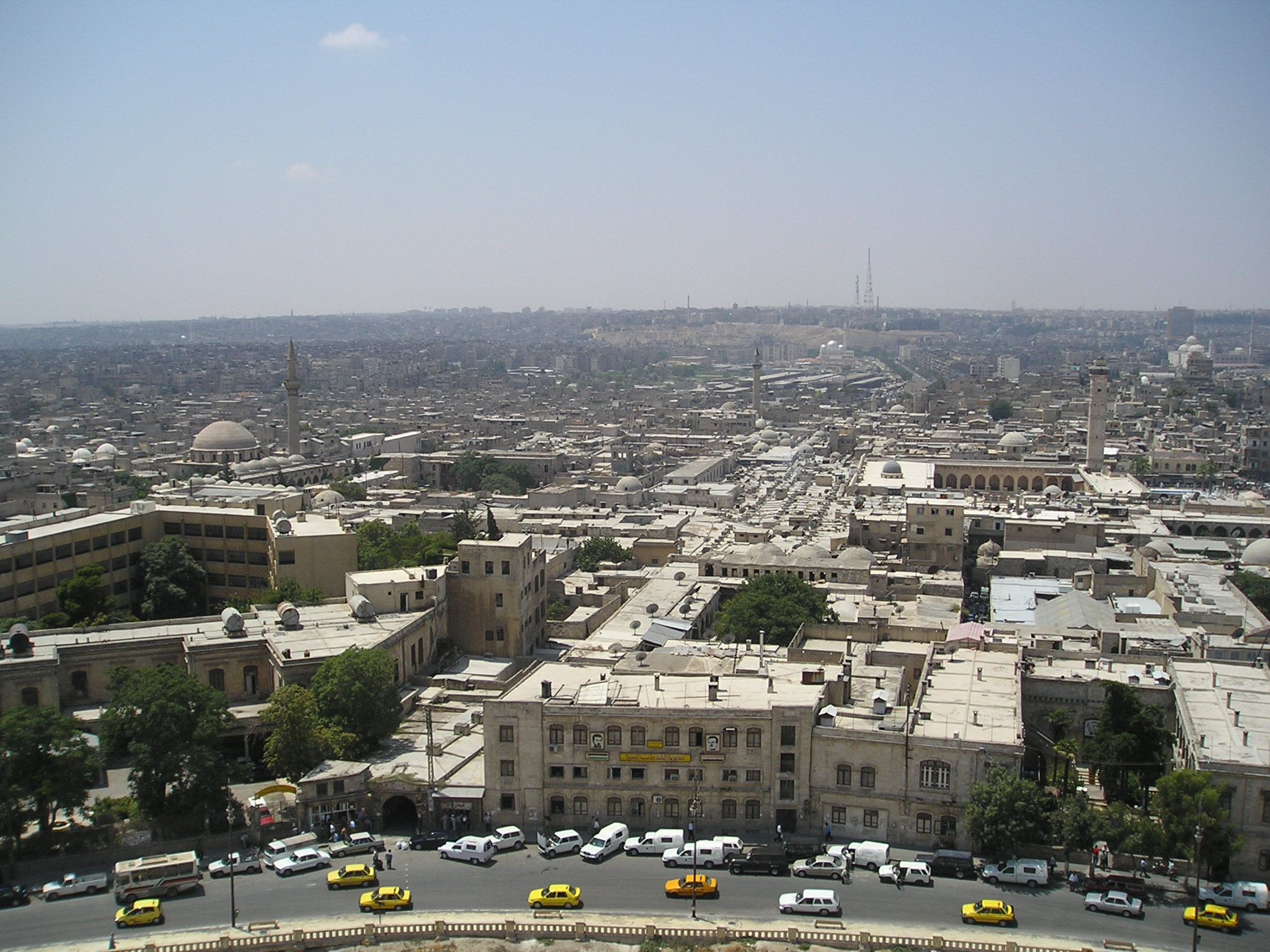
고대 알레포 입구
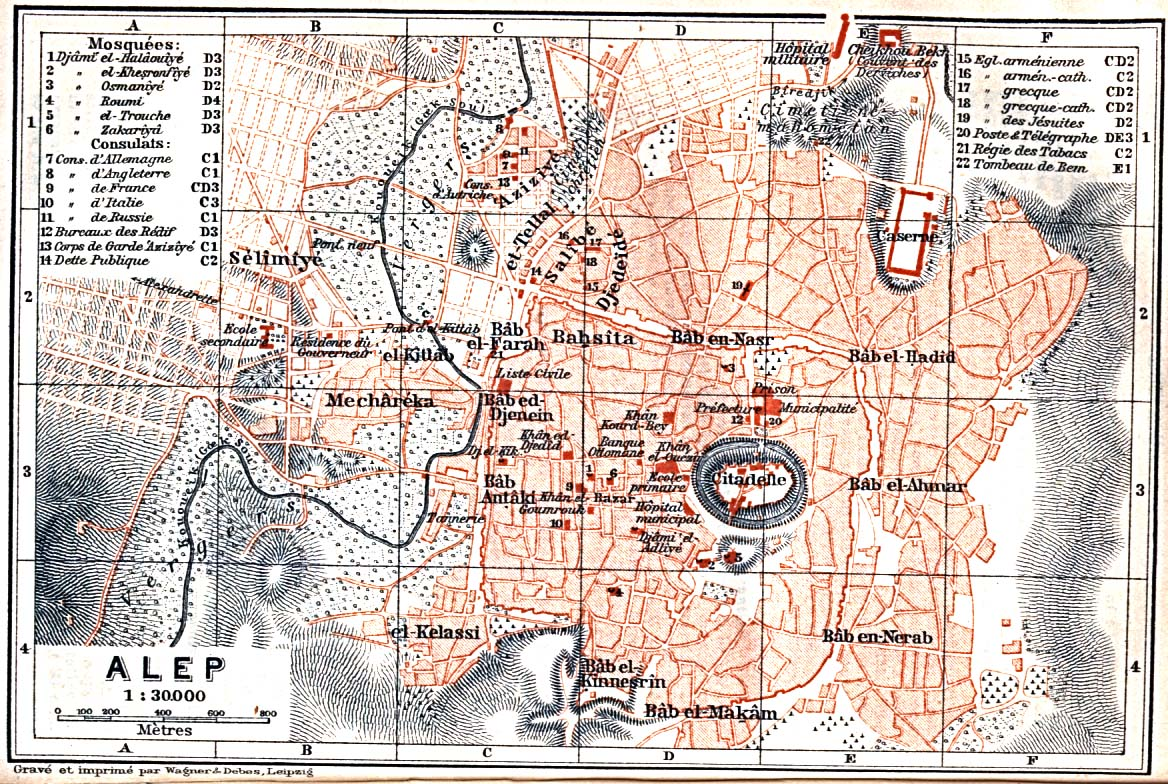
1912년의 알레포

## 인구
| 연도   | 인구      | ±%     |
| ------ | --------- | ------ |
| 1883   | 99,179    | —      |
| 1901   | 108,143   | +9.0%  |
| 1922   | 156,748   | +44.9% |
| 1925   | 210,000   | +34.0% |
| 1934   | 249,921   | +19.0% |
| 1944   | 325,000   | +30.0% |
| 1950   | 362,500   | +11.5% |
| 1960   | 425,467   | +17.4% |
| 1965   | 500,000   | +17.5% |
| 1983   | 639,000   | +27.8% |
| 1990   | 1,216,000 | +90.3% |
| 1995   | 1,500,000 | +23.4% |
| 2000   | 1,937,858 | +29.2% |
| 2004   | 2,132,100 | +10.0% |
| 2005   | 2,301,570 | +7.9%  |
| 2016   | 1,800,000 | −21.8% |
| Source |           |        |

## 기후
| 알레포 (알레포 국제공항)의 기후                                          | 알레포 (알레포 국제공항)의 기후 | 알레포 (알레포 국제공항)의 기후 | 알레포 (알레포 국제공항)의 기후 | 알레포 (알레포 국제공항)의 기후 | 알레포 (알레포 국제공항)의 기후 | 알레포 (알레포 국제공항)의 기후 | 알레포 (알레포 국제공항)의 기후 | 알레포 (알레포 국제공항)의 기후 | 알레포 (알레포 국제공항)의 기후 | 알레포 (알레포 국제공항)의 기후 | 알레포 (알레포 국제공항)의 기후 | 알레포 (알레포 국제공항)의 기후 | 알레포 (알레포 국제공항)의 기후 |
| 월                                                                       | 1월                             | 2월                             | 3월                             | 4월                             | 5월                             | 6월                             | 7월                             | 8월                             | 9월                             | 10월                            | 11월                            | 12월                            | 연간                            |
| ------------------------------------------------------------------------ | ------------------------------- | ------------------------------- | ------------------------------- | ------------------------------- | ------------------------------- | ------------------------------- | ------------------------------- | ------------------------------- | ------------------------------- | ------------------------------- | ------------------------------- | ------------------------------- | ------------------------------- |
| 역대 최고 기온 °C (°F)                                                   | 20.5 (68.9)                     | 25.4 (77.7)                     | 29.8 (85.6)                     | 38.6 (101.5)                    | 41.0 (105.8)                    | 44.0 (111.2)                    | 45.7 (114.3)                    | 44.3 (111.7)                    | 44.0 (111.2)                    | 39.0 (102.2)                    | 29.7 (85.5)                     | 24.5 (76.1)                     | 45.7 (114.3)                    |
| 일평균 최고 기온 °C (°F)                                                 | 10.7 (51.3)                     | 12.9 (55.2)                     | 17.6 (63.7)                     | 23.1 (73.6)                     | 29.4 (84.9)                     | 34.2 (93.6)                     | 36.8 (98.2)                     | 36.8 (98.2)                     | 33.5 (92.3)                     | 27.6 (81.7)                     | 18.8 (65.8)                     | 12.2 (54.0)                     | 24.5 (76.0)                     |
| 일일 평균 기온 °C (°F)                                                   | 6.6 (43.9)                      | 8.1 (46.6)                      | 11.9 (53.4)                     | 16.6 (61.9)                     | 22.2 (72.0)                     | 27.0 (80.6)                     | 29.8 (85.6)                     | 29.8 (85.6)                     | 26.5 (79.7)                     | 20.9 (69.6)                     | 13.1 (55.6)                     | 8.0 (46.4)                      | 18.4 (65.1)                     |
| 일평균 최저 기온 °C (°F)                                                 | 2.4 (36.3)                      | 3.2 (37.8)                      | 6.1 (43.0)                      | 10.0 (50.0)                     | 15.0 (59.0)                     | 19.8 (67.6)                     | 22.8 (73.0)                     | 22.8 (73.0)                     | 19.4 (66.9)                     | 14.2 (57.6)                     | 7.3 (45.1)                      | 3.7 (38.7)                      | 12.2 (54.0)                     |
| 역대 최저 기온 °C (°F)                                                   | −11.3 (11.7)                    | −8.3 (17.1)                     | −5.5 (22.1)                     | −4.0 (24.8)                     | 5.0 (41.0)                      | 10.0 (50.0)                     | 12.0 (53.6)                     | 12.1 (53.8)                     | 6.0 (42.8)                      | −2.0 (28.4)                     | −12.0 (10.4)                    | −10.8 (12.6)                    | −12.0 (10.4)                    |
| 평균 강수량 mm (인치)                                                    | 57.5 (2.26)                     | 47.8 (1.88)                     | 42.4 (1.67)                     | 27.8 (1.09)                     | 16.0 (0.63)                     | 1.7 (0.07)                      | 0.0 (0.0)                       | 0.1 (0.00)                      | 3.5 (0.14)                      | 23.0 (0.91)                     | 35.6 (1.40)                     | 58.3 (2.30)                     | 313.7 (12.35)                   |
| 평균 강수일수 (≥ 1.0 mm)                                                 | 9.0                             | 7.6                             | 6.8                             | 4.3                             | 2.7                             | 0.3                             | 0.0                             | 0.0                             | 0.5                             | 3.4                             | 4.9                             | 8.0                             | 47.5                            |
| 평균 상대 습도 (%)                                                       | 84                              | 79                              | 68                              | 65                              | 50                              | 42                              | 42                              | 45                              | 46                              | 55                              | 66                              | 80                              | 60                              |
| 평균 월간 일조시간                                                       | 120.9                           | 140.0                           | 198.4                           | 243.0                           | 319.3                           | 366.0                           | 387.5                           | 365.8                           | 303.0                           | 244.9                           | 186.0                           | 127.1                           | 3,001.9                         |
| 평균 일일 일조시간                                                       | 3.9                             | 5.0                             | 6.4                             | 8.1                             | 10.3                            | 12.2                            | 12.5                            | 11.8                            | 10.1                            | 7.9                             | 6.2                             | 4.1                             | 8.2                             |
| 출처 1: 미국 해양대기청 (평년값: 1991년~2020년, 일조시간: 1961년~1990년) |                                 |                                 |                                 |                                 |                                 |                                 |                                 |                                 |                                 |                                 |                                 |                                 |                                 |
| 출처 2: 독일 기상청 (상대습도: 1960년~1967년, 극값: 1951년~1978년)       |                                 |                                 |                                 |                                 |                                 |                                 |                                 |                                 |                                 |                                 |                                 |                                 |                                 |

## 시리아 내전
2012년 7월 29일에는 시리아 정부군과 반군은 알레포에서 충돌하여 알레포 전투가 시작되었다. 시리아 정부군은 서부, 반군은 동부를 장악한 채 힘의 균형을 이루어 오다가, 2016년 하반기 들어 시리아 정부군이 알레포 동부 반군지역의 대부분을 재장악했다.
2016년 12월 13일, 시리아 정부군과 러시아 연합군이 마침내 알레포 전투에서 승리하여 4년간의 전투 동안 알레포는 엄청난 피해를 입었으며 가장 큰 피해를 입은 도시였다.
2016년 12월 22일, 알레포의 전 지역을 통제하여 마침내 알레포 전투는 끝이 났다.

## 지진
1138년 8월 9일 강진이 발생해 23만 명이 사망했다.